# Lợn đen Iberia

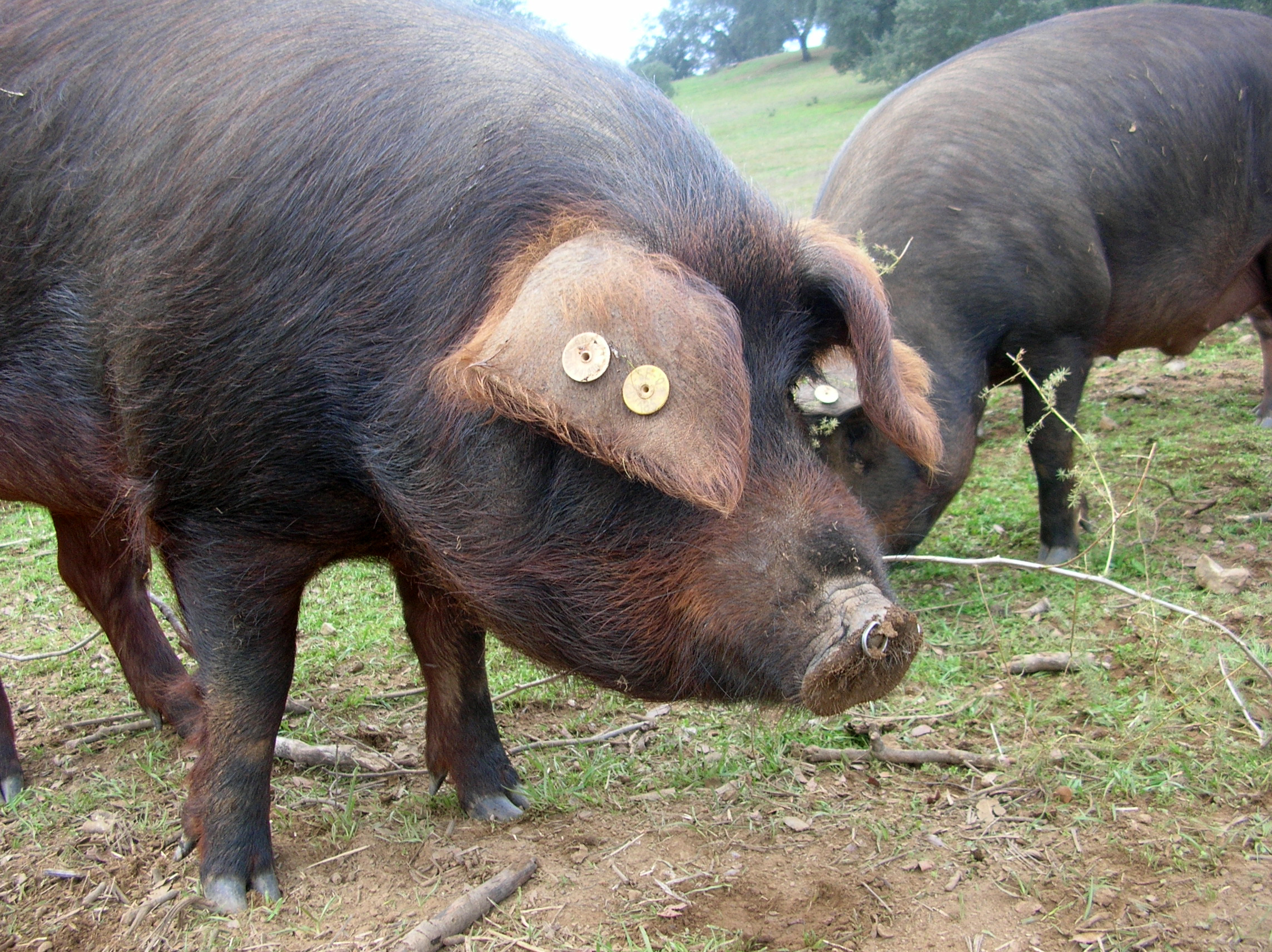
Một con lợn đen Iberia

Lợn đen Iberia hay Heo Ibérico hay còn gọi là cái tên khác là “Pata Negra”, trong tiếng Tây Ban Nha có nghĩa là móng đen, là một giống lợn bản địa của bán đảo Iberia, đây là một giống lợn quý có chất lượng đặc biệt và được chăn nuôi theo phương pháp đặc biệt, chúng là nguyên liệu cho món ăn trứ danh đùi lợn muối Jamón Ibérico.

## Lịch sử
Nguồn gốc của chúng có lẽ có thể được truy trở lại thời kỳ đồ đá, khi việc thuần hóa động vật bắt đầu, hiện chúng được tìm thấy trong các đàn tập trung tại các trung tâm và phía nam của Bồ Đào Nha và Tây Ban Nha. Các lý thuyết thường được chấp nhận nhất là những con lợn đầu tiên được đưa đến bán đảo Iberia bởi người Phoenicia từ bờ biển phía Đông Địa Trung Hải (ngày hiện tại Liban), nơi họ lai tạo với lợn rừng. Việc lai chéo này đã dẫn đến các tổ tiên của ngày hôm nay. Việc sản xuất lợn Iberian được bắt rễ sâu vào các hệ sinh thái vùng Địa Trung Hải.
Thịt hun khói trứ danh Tây Ban Nha chia làm hai loại cao cấp: lợn Iberico và lợn ăn hạt dẻ sồi. Không giống loại lợn trắng, lợn lông đen Iberico là hậu duệ của loại lợn rừng Địa Trung hải. Chúng giống các vận động viên khoẻ mạnh, chạy nhanh, nhờ đó có cấu trúc thịt chắc, vị ngon ngọt và đặc biệt hơn hẳn. Lợn Iberico đắt bởi cần nhiều thời gian để lớn, mang lại ít thịt. Loại lợn cao cấp thứ 2 thường ăn hạt rơi xuống từ các cây sồi trong khoảng tháng 10 đến đầu tháng 3 tại các trang trại nuôi lợn. Những hạt này có tỉ lệ chất béo lớn, một trong số đó là axit béo không bão hoà oleic. Khi lợn ăn sẽ khiến chúng có thịt mềm, ngậy hơn, mùi thơm đặc biệt.
Đó là một ví dụ hiếm hoi trong chăn nuôi lợn thế giới mà con lợn góp phần rất dứt khoát để bảo tồn các hệ sinh thái. Các giống Iberia hiện là một trong số ít các ví dụ của một giống thuần mà đã thích nghi. Số lượng của giống Iberia đã bị giảm mạnh kể từ năm 1960 do một số yếu tố như sự bùng nổ của bệnh sốt lợn châu Phi và giá trị mỡ động vật giảm nên không có nhiều nhu cầu nuôi chúng. Trong vài năm qua, tuy nhiên, việc sản xuất của lợn ở các loại bán đảo Iberia đã tăng lên để đáp ứng nhu cầu cho thịt và các sản phẩm chất lượng hàng đầu. Lợn đen Iberia sinh sống chủ yếu ở miền tây và tây nam Tây Ban Nha, bao gồm các tỉnh Salamanca, Ciudad Real, Cáceres, Badajoz, Seville, Córdoba (Định danh xuất xứ Los Pedroches) và Huelva. Giống lợn này cũng sống ở miền trung và miền nam Bồ Đào Nha, nơi chúng được gọi là porco preto ibérico hoặc porco alentejano. 

## Đặc điểm
Lợn Iberian tổng thể có màu đen nhưng có thể là màu đỏ hoặc màu tối, nếu màu đen khác nhau, từ đậm sang màu xám, với rất ít hoặc không có lông và một cơ thể gầy, do đó dẫn đến sự quen thuộc trong tên gọi pata negra, hoặc "móng đen". Trong chăn nuôi truyền thống, chúng được cho chạy tự do trong rừng sồi thưa thớt ('Dehesa'), vì liên tục di chuyển xung quanh và do đó đốt cháy nhiều calo hơn so với lợn bị nuôi nhốt. Điều này, đến lượt nó, tạo ra bộ xương tốt điển hình của loại thịt đùi trứ danh jamón ibérico. Từ 18 đến 24 tháng tuổi, lợn được chăn thả ăn cỏ, nấm, các loại bọ và thảo mộc, bất cứ thứ gì chúng tìm thấy trên các cánh đồng.
Giống truyền thống này thể hiện một sự thèm ăn, phàm ăn và xu hướng béo phì, trong đó có một khả năng để tích lũy bắp và chất béo ở biểu bì (tích mỡ). Các chất béo bắp cao là những gì sản xuất các miến thịt vân cẩm thạch điển hình, cùng với thức ăn truyền thống là những gì làm cho hương vị của nó thịt nó quá đặc biệt. Việc sản xuất các sản phẩm thịt từ lợn Iberian là khá khác biệt so với các sản phẩm thịt khác thu được từ lợn được chọn nuôi theo điều kiện thâm canh trên trang trại công nghiệp, và nó là một ví dụ tốt về chất lượng cao và sản phẩm thịt có thưởng cao. Lợn Iberian là hiện tượng thú vị từ góc độ y sinh học của con người bởi vì chúng thể hiện lượng thức ăn cao và dẫn đến béo phì.

## Chăn nuôi

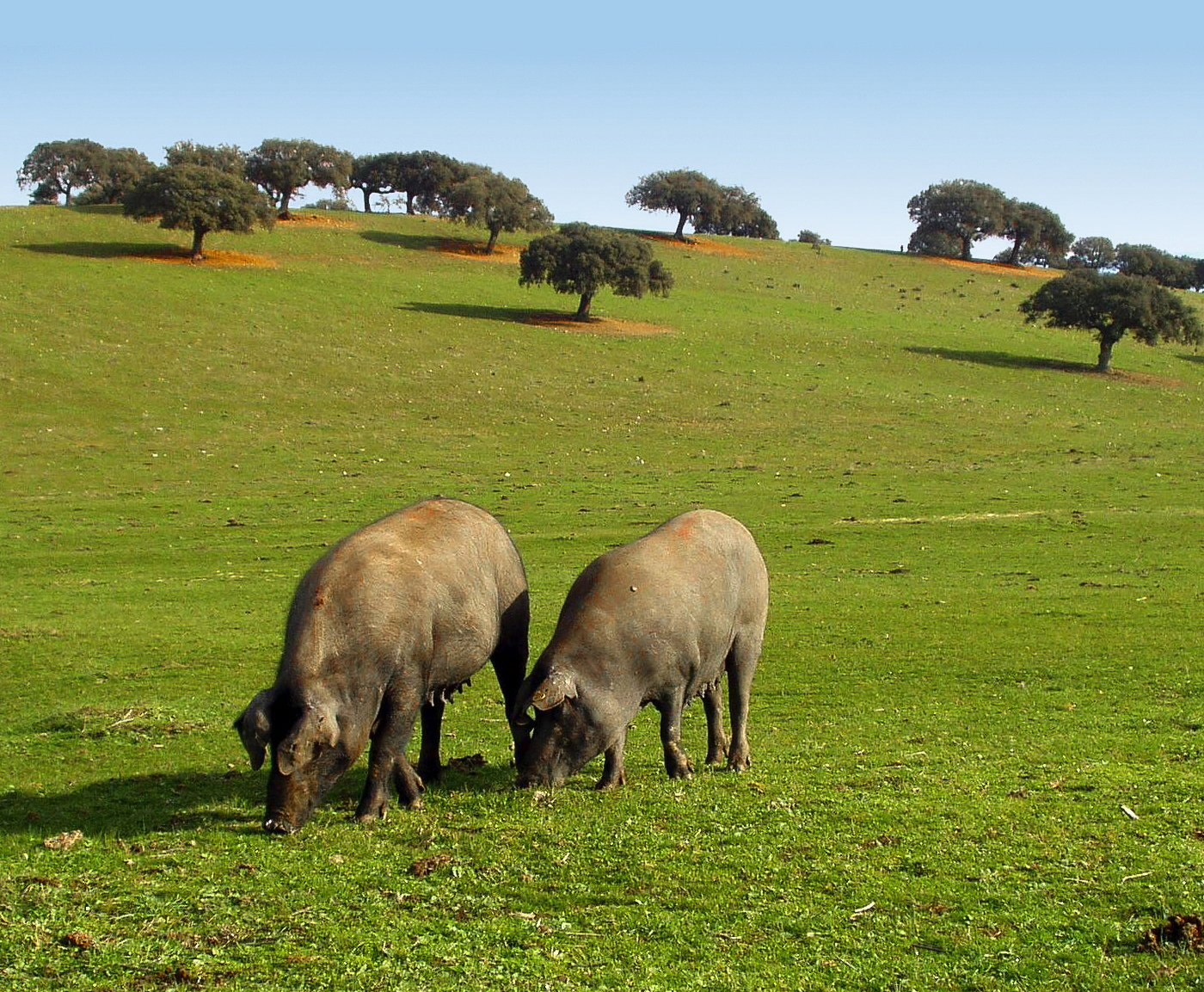
Lợn đen trên đồng cỏ

Những con heo lấy thịt thông thường thường được nuôi bằng ngũ cốc, nhưng heo Ibérico được nuôi với chế độ ăn uống chất lượng hàng đầu với thức ăn chính là trái sồi. Sau những tiêu chuẩn lựa chọn cực kỳ khắt khe, chú heo béo tốt nhất sẽ được đưa đi làm thịt,và ủ muối biển cao cấp trong 36 tháng. Ngay sau khi cai sữa, lợn con được vỗ béo bằng lúa mạch và ngô trong vài tuần.
Những con lợn này sau đó được thả đi lang thang trong đồng cỏ và gỗ sồi vườn để chúng ăn uống tự nhiên trên đồng cỏ, ăn các loại thảo mộc, quả đấu, và rễ, cho đến khi đến thời gian giết mổ. Vào thời điểm đó, chế độ ăn uống có thể được hạn chế nghiêm ngặt với ô liu hay quả đấu để cho chất lượng thịt đùi jamón ibérico tốt nhất, hoặc có thể là một kết hợp món ăn quả đấu và thức ăn công nghiệp cho ra thịt lợn có phẩm chất thấp hơn.
Iberian, vùng núi nằm giữa Tây Ban Nha và Bồ Đào Nha là nơi nuôi lợn làm Jamon Iberico. Ở đây có những bãi cỏ xanh rì, rải rác các hàng cây trên đồi và không khí mát lạnh. Tuy nhiên, lợn sẽ được chuyển đến thị trấn nhỏ Jabugo để chế biến tại công xưởng 130 năm tuổi. Quy trình làm thịt hun khói rất đơn giản: thả những con lợn tự do để chúng ở trạng thái tốt nhất, sau đó chế biến thịt tươi ngon của chúng bằng muối và không khí. Lợn cần phải chạy quanh cả ngày, qua những ngọn đồi thông, khu rừng để cơ bắp phát triển và mang lại vị ngon nhất.
Trong trang trại rộng 1.700 mẫu Anh (gần 7 km2) với 340 con lợn. Những con lợn sẽ được vỗ béo trước khi bị giết mổ, xẻ thịt và trở thành một trong những món thịt hun khói đắt nhất thế giới. Một lát thịt mỏng to bằng bàn tay có giá tới 220 USD. Loại thịt có tên Jamon Iberico của Cinco Jotas (5J) – thương hiệu lâu đời, có tiếng nhất tại Tây Ban Nha. Loại thịt trứ danh có vị ngọt, màu ánh đỏ tươi và hấp dẫn như miếng pho mát Parmesan với từng sợi mỡ mềm tan trong miệng. Trang trại nuôi lợn có không khí mát lạnh, những con lợn được chăn thả tự do và ở trạng thái tốt nhất.

## Ẩm thực

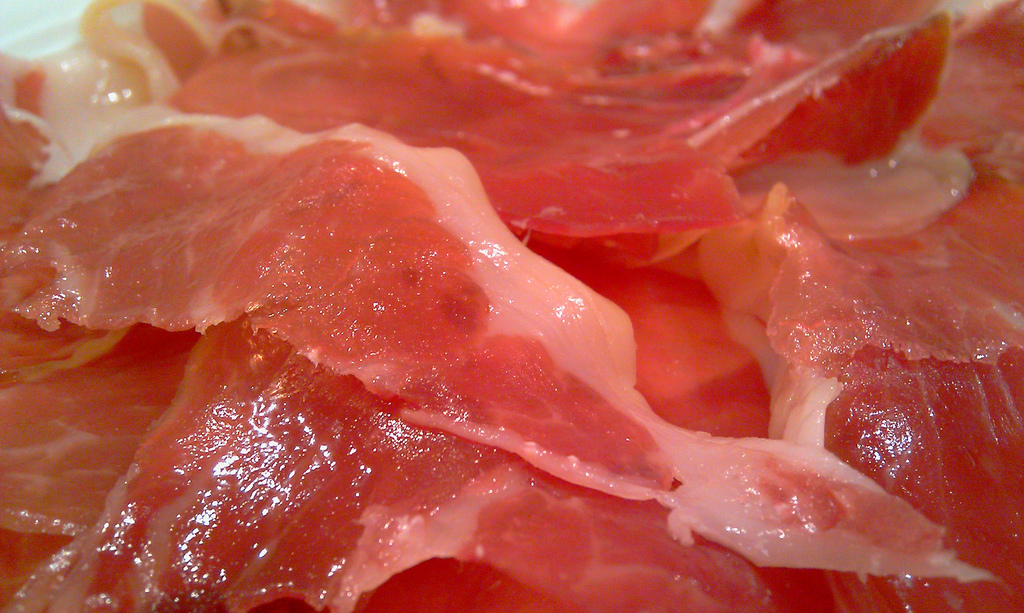
Jamón Ibérico

Heo Ibérico được nuôi và sản xuất chủ yếu ở Tây Ban Nha và một vài vùng ở Bồ Đào Nha. Theo hệ thống phân loại nguồn gốc của Tây Ban Nha Denominación de Origen, thịt đùi jamón ibérico có thể được làm từ lợn đen Iberia, hay lợn lai miễn là chúng có được ít nhất 75% lợn Ibérico. Ibérico được làm từ lợn đen ở bán đảo Ibérico, hoặc ít nhất phải từ những chú lợn lai giống với 75% Ibérico.
Có lẽ vì một lý do nào đó, những loài động vật có màu đen luôn trở thành tâm điểm của ngành ẩm thực, không chỉ quý hiếm lạ, mà giống thịt heo này còn có hương vị rất đặc biệt. Khi tới Tây Ban Nha đất nước của các loại thịt hun khói, du khách nên nếm thử món thịt heo Ibérico ở đây. Với giá 355 USD/kg (khoảng 7,7 triệu VND) hay 2.100 USD (khoảng 45,6 triệu VND) cho một chiếc chân giò muối, thử ngay một miếng thịt Ibérico. Một lát thịt mỏng tang chỉ to bằng bàn tay có giá tới 220 USD (khoảng 5 triệu đồng).
Xưởng chế biến ở Jabugo có một phần là văn phòng hiện đại, còn lại là trang trại cổ. Có thể nhìn thấy hàng trăm móc trên trần nhà để treo thịt sau khi chế biến. Trước khi treo lên móc, những con lợn bị hạ gục bằng khí CO2 và chết êm ái trong tay bác sĩ thú y. Thịt ở chân, lưng và vai dùng để làm thịt hun khói, còn lại bán cho các nhà hàng. Chân lợn được thuộc da, ướp muối, rửa sạch, sấy khô rồi đưa vào hầm trữ trong khoảng một năm rưỡi trước khi mang ra bán. Hầm thịt 130 năm tuổi giống một thành phố thịt hun khói ngầm. Vừa bước xuống những bậc thang đầu tiên đã có thể thấy phảng phất hương thơm như của bánh mì, pho-mát lâu năm, mãn nhãn với khoảng 40.000 tảng thịt xông khói. Hầm có tường gạch dày, giữ không khí lạnh mát mẻ của đồi núi và thân thiện để vi sinh vật tốt phát triển, điều kiện lý tưởng làm ra loại thịt thượng hạng.
Đã từng có một thời gian, những người muốn được nếm thử một lát thịt lợn phải đặt trước tới hai năm bởi tất cả các kho đều hết hàng, mặc dù món thịt lợn Ibérico vẫn được sản xuất liên tục. Thịt heo Ibérico được đánh giá cao vì thịt có kết cấu mịn và giàu dinh dưỡng, cùng hương vị thơm ngon. Một miếng thịt Ibérico chất lượng cao phải có hàm lượng chất béo ở bắp lớn, giúp mang lại hương vị càng đậm đà hơn. Thịt không được để gần cửa sổ vì có thể bị khô quá nhanh, thường được phủ dầu để tránh côn trùng xâm nhập. Trước khi thịt ra khỏi hầm phải qua 8 chuyên gia kiểm nghiệm. Dùng kim ngắn chuyên dụng, chọc đến tận xương miếng thịt để chất béo bao quanh, sau đó sử dụng mũi kiểm tra chất lượng thịt. Các chuyên gia chỉ mất vài giây để kiểm tra độ ngọt, tươi, bóng mượt của thịt. Những miếng thịt ngon nhất, đủ tiêu chuẩn mới được gắn mác 5J danh giá. 